# Alan Gillis
Alan Gillis (n. 22 septembrie 1936 – d. 6 mai 2022) a fost un om politic irlandez, membru al Parlamentului European în perioada 1994-1999 din partea Irlandei.